# Ryusuke Sakai
Ryusuke Sakai (酒井 隆介 Sakai Ryūsuke?, nacido el 7 de septiembre de 1988 en Moriyama, Shiga) es un futbolista japonés que se desempeña como defensa.

## Trayectoria

### Clubes
| Club                | País  | Año         |
| ------------------- | ----- | ----------- |
| Kyoto Sanga FC      | Japón | 2011 - 2014 |
| Matsumoto Yamaga FC | Japón | 2015 - 2016 |
| Nagoya Grampus      | Japón | 2016 - 2017 |
| FC Machida Zelvia   | Japón | 2018        |

## Estadística de carrera

### J. League
| Club                | Año   | J. League | J. League | Copa J. League | Copa J. League | Total | Total |
| Club                | Año   | Part.     | Goles     | Part.          | Goles          | Part. | Goles |
| ------------------- | ----- | --------- | --------- | -------------- | -------------- | ----- | ----- |
| Kyoto Sanga FC      | 2011  | 28        | 0         | -              | -              | 28    | 0     |
| Kyoto Sanga FC      | 2012  | 7         | 0         | -              | -              | 7     | 0     |
| Kyoto Sanga FC      | 2013  | 23        | 2         | -              | -              | 23    | 2     |
| Kyoto Sanga FC      | 2014  | 41        | 2         | -              | -              | 41    | 2     |
| Matsumoto Yamaga FC | 2015  | 33        | 2         | 2              | 0              | 35    | 2     |
| Matsumoto Yamaga FC | 2016  | 3         | 0         | -              | -              | 3     | 0     |
| Nagoya Grampus      | 2016  | 11        | 2         | 0              | 0              | 11    | 2     |
| Nagoya Grampus      | 2017  | 10        | 1         | -              | -              | 10    | 1     |
| Total               | Total | 156       | 9         | 2              | 0              | 158   | 9     |